# Cluny (ort i Mauritius)
Cluny är en ort i Mauritius.   Den ligger i distriktet Grand Port, i den sydvästra delen av landet, 25 km söder om huvudstaden Port Louis. Cluny ligger 317 meter över havet och antalet invånare är 1 629. Den ligger på ön Mauritius.
Terrängen runt Cluny är huvudsakligen kuperad, men norrut är den platt. Runt Cluny är det tätbefolkat, med 511 invånare per kvadratkilometer. Närmaste större samhälle är Vacoas, 15,1 km nordväst om Cluny. Omgivningarna runt Cluny är en mosaik av jordbruksmark och naturlig växtlighet.